# Варня
Варня (Рак, Борова, Варна, Варнава; пол. Warnia, Borowa, Rak, Warna, Warnawa) – шляхетський напівпромовистий герб.

## Опис герба
У срібному полі червоний рак в стовп. Клейнод – такий же рак. Намет: червоний, підбитий сріблом.

## Найбільш ранні згадки
- 1413 найдавніша згадка про герб в судових записах.

Згідно гербової легенди цей герб був наданий в XV ст. одному сміливому воїну, на прізвисько Рак, за його сміливість проти турків в битві під Варною в 1444 році.

## Роди
Баранці (Baraniec), Бондковські (Bądkowski), Бонтковські (Bątkowski), Бошковські (Boszkowski), Браховські (Brachowski), Бужкевичі (Bużkiewicz), Буркати (Burkat), Гноїницькі (Gnoinicki), Гноїнські (Gnoiński), Гнойницькі (Gnojnicki), Годицькі (Godycki), Дамецькі (Damiecki), Домбровські (Dąbrowski), Жолнєжовські (Жолнеровські) (Żołnierzowski), За(р)жецькі (Zarzecki), За(р)жицькі (Zarzycki), Лексицькі (Leksycki), Лексіцькі (Leksicki), Лекчицькі (Lekczycki), Лекшицькі (Łekszycki), Ленкшицькі (Łększycki), Лєкшицькі (Lekszycki), Носаль (Nosal), Носаля (Nosala), Палевські (Palewski), Плаза (Płaza), Пстроські (Pstroski), Раки (Rak), Рапацькі (Rapacki), Рацькі (Racki), Рачеки (Raczek), Турські (Turski), Цвірки (Ćwirko), Чимбаєвичі (Czymbajewicz). 
Список був складений на основі достовірних джерел, особливо класичних і сучасних гербовників. Слід, однак, звернути увагу на часте явище приписування собі гербів у часи легітимізації шляхетства, що було потім збережено у виданих пізніш гербовниках. Ідентичність прізвища не обов'язково означає приналежність до певного гербового роду. Приналежність таку можна безперечно визначити тільки через генеалогічні дослідження.

### Відомі власники
- Петро Гноїнський - хорунжий гусарський, запропонував себе як заручника за Богуслава Радзивілла після битви під Простками[3].

- Міхал Цвірко-Годицький (1901—1980) - польський антрополог, професор Університету ім. Адама Міцкевича в Познані, автор багатьох академічних праць.